# World Games 2017/Rollschuhkunstlauf
Bei den World Games 2017 wurden vom 22. bis 23. Juli 2017 insgesamt vier Wettbewerbe im Rollkunstlaufen durchgeführt.

## Wettbewerbe und Zeitplan
| Wettbewerbe | Juli | Juli |
| Männer      | 22.  | 23.  |
| ----------- | ---- | ---- |
| Frei        |      |      |
| Frauen      | 22.  | 23.  |
| Frei        |      |      |
| Paare       | 22.  | 23.  |
| Tanzen      |      |      |
| Paare       |      |      |

|  | Qualifikation |  | Finale |

## Ergebnisse Männer

### Frei
| Platz | Land               | Sportler               | Punkte  |
| ----- | ------------------ | ---------------------- | ------- |
| 1     | Italien            | Luca Lucaroni          | 389.900 |
| 2     | Frankreich         | Pierre Meriel          | 328.200 |
| 3     | Argentinien        | Juan Francisco Sanchez | 334.800 |
| 4     | Spanien            | Sergio Canales         | 327.000 |
| 5     | Portugal           | Sebastio Oliveira      | 320.800 |
| 6     | Vereinigte Staaten | John Burchfield        | 314.400 |
| 7     | Deutschland        | Markus Lell            | 273.300 |

## Ergebnisse Frauen

### Frei
| Platz | Land               | Sportlerin        | Punkte  |
| ----- | ------------------ | ----------------- | ------- |
| 1     | Italien            | Silvia Nemesio    | 376.300 |
| 2     | Spanien            | Monica Gimeno     | 370.800 |
| 3     | Brasilien          | Rafaela Freitas   | 325.100 |
| 4     | Argentinien        | Elizabeth Soler   | 320.400 |
| 5     | Portugal           | Daniela Sardinha  | 302.000 |
| 6     | Chile              | Francisca Cabrera | 291.600 |
| 7     | Kolumbien          | Nataly Otalora    | 287.300 |
| 8     | Vereinigte Staaten | Courtney Donovan  | 281.600 |

## Paare

### Tanzen
| Platz | Land               | Sportler                         | Punkte  |
| ----- | ------------------ | -------------------------------- | ------- |
| 1     | Italien            | Elena Leoni Alessandro Spigai    | 191.300 |
| 2     | Italien            | Andrea Bassi Silvia Stibilj      | 185.000 |
| 3     | Portugal           | Mariana Souto Jose Souto         | 183.300 |
| 4     | Vereinigte Staaten | Anthony Deluca Mikenzie Bradshaw | 161.900 |
| 5     | Kolumbien          | Leandro Parrado Marcela Cruz     | 155.600 |
| 6     | Frankreich         | Guillaume Wagner Isaline Dyba    | 146.700 |

### Paare
| Platz | Land              | Sportler                                    | Punkte  |
| ----- | ----------------- | ------------------------------------------- | ------- |
| 1     | Italien           | Luca Lucaroni Rebecca Tarlazzi              | 377.900 |
| 2     | Italien           | Marco Garelli Sara Venerucci                | 362.900 |
| 3     | Frankreich        | Nathanael Fouloy Marine Portret             | 330.100 |
| 4     | Frankreich        | Thomas Picard Camelia Cherifi               | 297.600 |
| 5     | Kolumbien         | Juan Manuel Lemus Morales Carolina Ottalora | 287.600 |
| 6     | Chinesisch Taipeh | Chien Chia-sheng Tung Wen-jen               | 252.600 |

## Medaillenspiegel
| Medaillenspiegel | Medaillenspiegel | Medaillenspiegel | Medaillenspiegel | Medaillenspiegel | Medaillenspiegel |
| Platz            | Land             | G                | S                | B                | Gesamt           |
| ---------------- | ---------------- | ---------------- | ---------------- | ---------------- | ---------------- |
| 01               | Italien          | 4                | 2                | 0                | 6                |
| 02               | Frankreich       | 0                | 1                | 1                | 2                |
| 03               | Spanien          | 0                | 1                | 0                | 1                |
| 04               | Argentinien      | 0                | 0                | 1                | 1                |
| 04               | Brasilien        | 0                | 0                | 1                | 1                |
| 04               | Portugal         | 0                | 0                | 1                | 1                |
| Total            | Total            | 4                | 4                | 4                | 12               |